# Гетеростилия

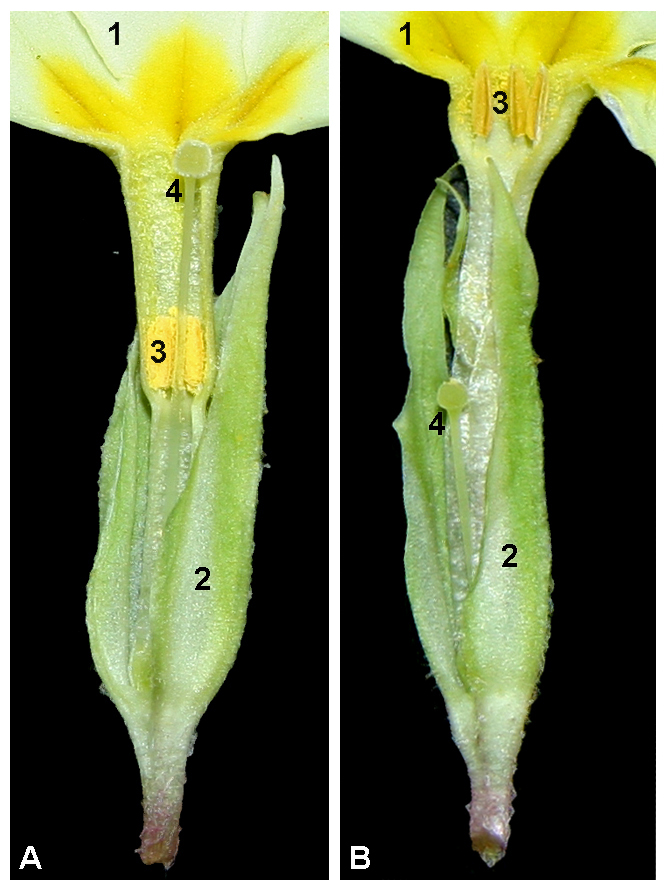
Гетеростилия у цветка первоцвета. 1. венчик, 2. чашечка, 3. тычинки, 4. пестик

Гетеростилия (от др.-греч. ἕτερος — «другой» и στῦλος — «столб»), или разностолбчатость, или гетероморфная самонесовместимость (от др.-греч. ἕτερος — «другой» и μορφή «форма»), или реципрокная геркогамия — существование двух или трёх форм цветков (полиморфизм) внутри одного вида растений.
Это частный случай самонесовместимости, заключающейся в существовании особей одного вида, цветки которых имеют различную длину столбиков пестиков и тычиночных нитей (у одних растений столбики короче тычинок, у других — тычинки короче столбиков), а также высотой прикрепления пыльников, т. е. положением тычинок. Суть этого приспособления состоит в том, что насекомое, касаясь пыльников в цветке одного типа, пачкает своё тело пыльцой в тех местах, которые соответствуют рыльцу столбика в цветке другого типа.
У гетеростильных видов в популяции существуют два или три морфологических типа цветков, называемых «морфами». На каждом отдельном растении все цветы имеют одну и ту же морфологию. Морфы цветка различаются длиной пестика и тычинок, и эти признаки не являются непрерывными. Фенотип морфы генетически связан с генами, ответственными за уникальную систему самонесовместимости, называемую гетероморфной самонесовместимостью, то есть пыльца цветка одной морфы не может оплодотворить другой цветок той же морфы.
Гетеростильная природа затрудняет самоопыление цветов, хотя они и гермафродиты. Это один из механизмов, препятствующих опылению пестика цветка пыльцой того же растения. Для большинства растений такое самоопыление нежелательно, поскольку приводит к снижению генетического разнообразия потомства.
Гетеростилия может быть диморфной и триморфной.
В средней полосе России гетеростилию можно наблюдать у примул, дербенника иволистного, медуниц, некоторых видов нарциссов (например, у Narcissus albimarginatus).

## История
Гетеростилия была впервые обнаружена Кристианом Конрадом Шпренгелем и описана у турчи болотной (Hottonia palustris) в 1793 году. Он написал буквально: «Я не верю, что это нечто случайное, а скорее устройство природы, хотя и не могу указать на его намерение».
Одним из первых исследователей гетеростилии был Чарльз Дарвин, который посвятил этому явлению целую книгу Различные формы цветов на растениях одного вида (1877). Помимо описания морфологии цветков, он сравнивал размеры пыльцы длинностолбчатых и короткостолбчатых цветов и по количеству завязавшихся семян определял эффективность опыления между цветками одинаковой и разных форм.
Сейчас обнаружено, что при так называемой гетеростилии решающее значение имеют не только длина столбика и положение тычинки. Скорее всего, на процесс опыления влияют различные размеры пыльцы и различные размеры рылец. По этой причине существует тенденция заменять термин «гетеростилия» термином «гетероморфия».

## Диморфная гетеростилия

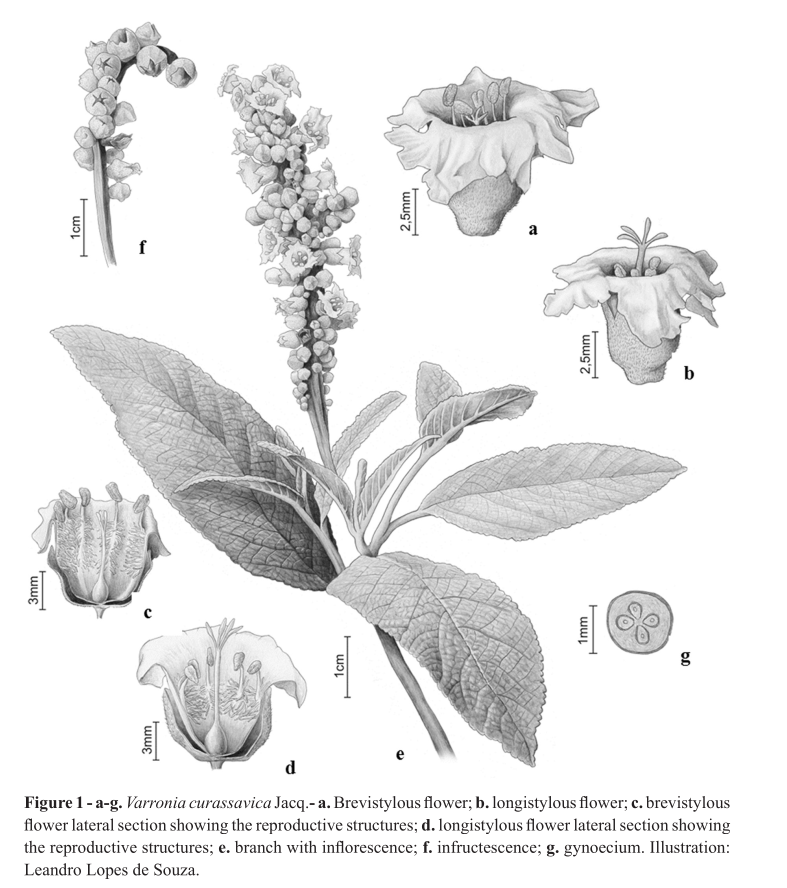
с двумя морфами цветков

Диморфная гетеростилия — у растений одного вида имеются две морфы цветков. Характерна, к примеру, для родов Гречиха (Fagopyrum), Медуница (Pulmonaria), Первоцвет (Primula).
У одной морфы тычинки короткие, а пестики длинные. Такие цветки называются «длинностолбчатые», «булавочные», «длиннопестичные» или «игольчатые».
Во второй морфе (называемой «трем», «коротковыпуклый» или цветок) тычинки длинные, а пестики короткие; длина пестика в одной морфе равна длине тычинок во второй морфе, и наоборот. Такие цветки называются «короткостолбчатые», «короткопестичные», «барабанные».
Например, у большинства представителей рода Первоцвет (Primula) цветки двух типов: у одних цветков пестики выше тычинок, у других — наоборот. Цветки первоцветов с длинными цветочными трубками обычно опыляются бабочками. Когда бабочка вставляет свой хоботок в цветок с низко расположенными тычинками, пыльца прилипает к верхней части хоботка. Эта пыльца опылит цветок с высоким пестиком, когда бабочка перелетит к следующему цветку первоцвета.

## Триморфная гетеростилия
Триморфная гетеростилия или тристилия — у растений одного вида имеются три формы цветков: коротко-, средне- и длинностолбчатые. Характерна, к примеру, для дербенника иволистного (плакун-травы) (Lythrum salicaria).

## Эволюция гетеростилии
Гетеростилия развилась независимо более чем в 25 различных семействах цветковых растений, включая Oxalidaceae, Primulaceae, Pontederiaceae и Boraginaceae. Эти семейства не проявляют гетеростили среди всех видов, а некоторые семейства могут демонстрировать обе системы опыления, например, среди видов рода Эйхорния (Eichhornia): Эйхорния лазоревая (Eichhornia azurea) имеет диморфную гетеростилию, тогда как другой вид того же рода, Эйхорния толстоножковая (Eichhornia crassipes), является триморфным. Судя по распределению гетеростилии по семействам и родам, она возникала в процессе эволюции неоднократно.
Считается, что гетеростилия возникла в первую очередь как механизм, способствующий самоопылению. Самоопыление у растений — это как близкородственное скрещивание у животных, только ещё хуже: каждая вредная рецессивная мутация, находящаяся в гетерозиготном состоянии, при самоопылении с вероятностью 25% выйдет в гомозиготное состояние (по законам Менделя) и проявится.
Было предложено несколько гипотез, объясняющих повторяющуюся независимую эволюцию гетеростилии в отличие от гомоморфной самонесовместимости:
1. гетеростилия развилась как механизм уменьшения потерь мужских гамет из-за несовместимых стигм и повышения приспособленности за счёт мужской функции посредством взаимной геркогамии;
2. гетеростилия развилась вследствие отбора на гетероморфную самонесовместимость между цветочными морфами у двустильных и тристильных видов;
3. наличие гетеростилии у растений уменьшает конфликт, который может возникнуть между функциями распространения пыльцы и функциями получения пыльцы цветком у гомоморфных видов, опыляемых животными.

Гетеростилия чаще всего наблюдается у актиноморфных цветков, предположительно потому, что зигоморфные цветки эффективны при перекрестном опылении, — их сложная форма сама по себе является приспособлением для перекрестного опыления насекомым. Гетеростилия не встречается и у ветроопыляемых растений — у них есть другие механизмы предотвращения самоопыления.